# Этемб
Эте́мб (фр. Eteimbes) — коммуна на северо-востоке Франции в регионе Гранд-Эст (бывший Эльзас — Шампань — Арденны — Лотарингия), департамент Верхний Рейн, округ Альткирш, кантон Мазво. До марта 2015 года коммуна административно входила в состав упразднённого кантона Данмари (округ Альткирш).
Площадь коммуны — 4,96 км², население — 303 человека (2006) с выраженной тенденцией к росту: 379 человек (2012), плотность населения — 76,4 чел/км².

## Население
Численность населения коммуны в 2011 году составляла 365 человек, а в 2012 году — 379 человек.
| 1962 | 1968 | 1975 | 1982 | 1990 | 1999 | 2006 | 2007 | 2011 | 2012 |
| ---- | ---- | ---- | ---- | ---- | ---- | ---- | ---- | ---- | ---- |
| 128  | 105  | 123  | 148  | 232  | 280  | 303  | 306  | 365  | 379  |

Динамика населения:

## Экономика
В 2010 году из 237 человек трудоспособного возраста (от 15 до 64 лет) 195 были экономически активными, 42 — неактивными (показатель активности 82,3 %, в 1999 году — 67,9 %). Из 195 активных трудоспособных жителей работали 178 человек (89 мужчин и 89 женщин), 17 числились безработными (7 мужчин и 10 женщин). Среди 42 трудоспособных неактивных граждан 13 были учениками либо студентами, 19 — пенсионерами, а ещё 10 — были неактивны в силу других причин.
На протяжении 2011 года в коммуне числилось 136 облагаемых налогом домохозяйств, в которых проживало 350 человек. При этом медиана доходов составила 21581 евро на одного налогоплательщика.

## Достопримечательности (фотогалерея)
- Церковь Сен-Панталь